# 事務総長
事務総長（じむそうちょう、Secretary-General）は、主に合議制の機関や政党などの結社あるいは団体などで機関・団体の事務を施行する総責任者として置かれる役職である。

## 日本における事務総長
日本の国家機関に置かれる事務総長は、多くの場合、合議制の行政機関等で合議機関の指揮下に置かれ、機関の実務を執り行う事務局組織であって、隷下に複数の「局」を伴う大規模なものに長として置かれる官職あるいは役職である。

### 事務総長を置く事務局
以下のものがある。
- 衆議院事務局（衆議院の事務局）
- 参議院事務局（参議院の事務局）
- 会計検査院事務総局（検査官会議の事務局）
- 人事院事務総局（人事院の事務局）
- 公正取引委員会事務総局（公正取引委員会の事務局）
- 最高裁判所事務総局（最高裁判所の裁判官会議の事務局）

事務総長を長とする事務局は事務総局と称するものが多く、衆議院・参議院のみ衆議院事務局・参議院事務局という。また衆議院・参議院を除く事務総局は省と同様に内部部局を局と称しているが、衆議院・参議院の事務局は部と称しているという違いがある。
会計検査院、人事院、公正取引委員会の事務総長は一般職の国家公務員で、いわゆる指定職である。人事院規則九―四二により、省庁から独立した機関である会計検査院と人事院の事務総長は、省庁における事務次官、内閣府の外局である公正取引委員会の事務総長は外局の長官と、それぞれ同等の待遇・給与を受けるとされている。また、最高裁判所の事務総長も待遇は事務次官と同等である。
これに対して、衆議院・参議院の事務総長は、議員以外では唯一、国会法第16条に定められた国会の役員であるとされている。一方、同法第26条及び国会職員法第1条では事務総長は国会職員ともされている。国会法第27条第1項では、事務総長は、議長の下に、議院の事務を統理し、公文に署名する役職と定められている。国会の役員であるため、その地位は事務次官よりも高いとされ、副大臣や内閣官房副長官と同額の給与を受ける。なお、衆議院・参議院で事務次官級の職として置かれるのは事務総長の補佐役である事務次長たる参事である。

### 辞令上の正式呼称
上記の6機関のいずれも「○○院事務総局事務総長」でなく「○○院事務総長」のような表記が用いられる。事務総長を補佐する職を置く場合、その職名を事務次長とすることが多く、呼称も事務総長と同様「事務総局」等を含まず「○○院事務次長」のように表記するが、会計検査院の場合は事務次長でなく「次長」が役職名となっているため、「会計検査院事務総局次長」と称する。

### 日本学術会議
これらの他に、日本学術会議の事務局の長は、法律である日本学術会議法の上では「局長」とされている(第16条第2項)が、日本学術会議規則である日本学術会議事務局組織規則では日本学術会議の運営においては事務局長を「事務総長」と称する(第1条第1項)とされている。また、文部科学省国際統括官は、ユネスコ活動の遂行のため国際慣行上必要があるときは、「日本ユネスコ国内委員会事務総長」という名称を用いることができる(ユネスコ活動に関する法律第18条第3項等)。

## 国際機関の事務総長
日本の外務省では、一般的に、国際機関に置かれる役職 Secretary-General（略号SG）を事務総長と訳している。なお、国際原子力機関（IAEA）や世界保健機関（WHO）など国際機関によっては、事務局の長として Director-General（略号DG）という役職を置いている場合もあるが、これを日本の外務省では「事務局長」と訳している。

### 事務総長
事務総長と呼ばれる国際機関の主な役職
- 国際連合事務総長
- 経済協力開発機構（OECD）事務総長
- 北大西洋条約機構（NATO）事務総長
- 石油輸出国機構（OPEC）事務総長
- 東南アジア諸国連合（ASEAN）事務総長
- 米州機構（OAS）事務総長
- イスラム諸国会議機構（OIC）事務総長
- アジア生産性機構（APO）事務総長

### 事務総局長
国際機関によっては慣例で Secretary-General の役職が「事務総局長」と訳されているものもある。
- 国際電気通信連合（ITU）[2]
- 世界税関機構（WCO）[3]